# Jablonec
Jablonec (Hongaars:Halmos) is een Slowaakse gemeente in de regio Bratislava, en maakt deel uit van het district Pezinok.
Jablonec telt 826 inwoners.